# Damallsvenskan 2014
La Damallsvenskan 2014 è stata la 27ª edizione della massima divisione del campionato svedese femminile di calcio. Il campionato è iniziato il 13 aprile 2014 e si è concluso il 19 ottobre 2014. L'FC Rosengård ha vinto il campionato per la nona volta nella sua storia sportiva, la prima con la nuova denominazione.

## Stagione

### Novità
Dalla Damallsvenskan 2013 sono stati retrocessi in Elitettan il Sunnanå e il Mallbacken. Dall'Elitettan sono stati promossi l'Eskilstuna United e l'AIK. Prima dell'inizio della stagione il LdB Malmö si è fuso con l'FC Rosengård assumendone la denominazione.

### Formato
Le 12 squadre si affrontano in un girone all'italiana con partite di andata e ritorno, per un totale di 22 giornate. La squadra prima classificata è campione di Svezia, mentre le ultime due classificate retrocedono in Elitettan. Le prime due classificate sono ammesse alla UEFA Women's Champions League 2015-2016.

### Avvenimenti
Il 5 giugno 2014 il Tyresö ha annunciato il ritiro dal campionato a causa di mancanza di calciatrici e di risorse economiche. Le otto partite disputate dal Tyresö fino ad allora sono state annullate e il Tyresö retrocesso in Division 2, così che alla fine della stagione solo una squadra venne retrocessa in Elitettan.

## Squadre partecipanti
| Club                 | Città        | Stadio                   | Stagione 2013                       |
| -------------------- | ------------ | ------------------------ | ----------------------------------- |
| AIK                  | Solna        | Skytteholms Idrottsplats | 2º posto in Elitettan               |
| Eskilstuna United    | Eskilstuna   | Tunavallen               | 1º posto in Elitettan               |
| Jitex BK             | Mölndal      | Åbyvallen                | 10º posto in Damallsvenskan         |
| KIF Örebro           | Örebro       | Behrn Arena              | 6º posto in Damallsvenskan          |
| Kopparbergs/Göteborg | Göteborg     | Valhalla Idrottsplats    | 4º posto in Damallsvenskan          |
| Kristianstads DFF    | Kristianstad | Vilans Idrottsplats      | 9º posto in Damallsvenskan          |
| Linköping            | Linköping    | Linköping Arena          | 3º posto in Damallsvenskan          |
| Piteå IF             | Piteå        | LF Arena                 | 7º posto in Damallsvenskan          |
| Rosengård            | Malmö        | Malmö Idrottsplats       | Campione di Svezia (come LdB Malmö) |
| Tyresö FF            | Tyresö       | Tyresövallen             | 2º posto in Damallsvenskan          |
| Umeå IK              | Umeå         | T3 Arena                 | 5º posto in Damallsvenskan          |
| Vittsjö GIK          | Vittsjö      | Vittsjö Idrottsplats     | 8º posto in Damallsvenskan          |

## Classifica finale
Fonte: sito ufficiale.
|  | Pos. | Squadra              | Pt      | G  | V  | N | P  | GF | GS | DR  |
|  | ---- | -------------------- | ------- | -- | -- | - | -- | -- | -- | --- |
|  | 1.   | Rosengård            | 54      | 20 | 18 | 0 | 2  | 62 | 17 | +45 |
|  | 2.   | KIF Örebro           | 42      | 20 | 14 | 0 | 6  | 32 | 14 | +18 |
|  | 3.   | Kopparbergs/Göteborg | 39      | 20 | 12 | 3 | 5  | 50 | 21 | +29 |
|  | 4.   | Linköping            | 38      | 20 | 11 | 5 | 4  | 43 | 19 | +24 |
|  | 5.   | Kristianstads DFF    | 31      | 20 | 9  | 4 | 7  | 21 | 18 | +3  |
|  | 6.   | Umeå IK              | 27      | 20 | 8  | 3 | 9  | 35 | 29 | +6  |
|  | 7.   | Eskilstuna United    | 26      | 20 | 6  | 8 | 6  | 25 | 31 | -6  |
|  | 8.   | Vittsjö GIK          | 23      | 20 | 7  | 2 | 11 | 21 | 40 | -19 |
|  | 9.   | Piteå IF             | 21      | 20 | 6  | 3 | 11 | 22 | 32 | -10 |
|  | 10.  | AIK                  | 14      | 20 | 4  | 2 | 14 | 13 | 48 | -35 |
|  | 11.  | Jitex BK             | 0       | 20 | 0  | 0 | 20 | 6  | 61 | -56 |
|  | ---  | Tyresö FF            | Esclusa |    |    |   |    |    |    |     |

Legenda:
      Campione di Svezia e ammessa alla UEFA Women's Champions League 2015-2016.
      Ammessa alla UEFA Women's Champions League 2015-2016.
      Retrocesse in Elitettan.
Note:
Tre punti a vittoria, uno a pareggio, zero a sconfitta.

## Risultati

### Tabellone
|                   | AIK  | Esk  | Jit  | KIF  | KGö  | Kri  | Lin  | Pit  | Ros  | Ume  | Vit  |
| ----------------- | ---- | ---- | ---- | ---- | ---- | ---- | ---- | ---- | ---- | ---- | ---- |
| AIK               | –––– | 2-2  | 1-0  | 0-3  | 0-3  | 0-2  | 1-1  | 2-1  | 0-4  | 0-2  | 0-2  |
| Eskilstuna United | 3-0  | –––– | 2-0  | 2-0  | 1-1  | 0-0  | 1-1  | 3-2  | 0-4  | 2-3  | 1-0  |
| Jitex             | 2-3  | 1-2  | –––– | 1-2  | 0-4  | 0-1  | 0-8  | 0-1  | 0-1  | 0-1  | 0-2  |
| KIF Örebro        | 1-0  | 2-0  | 2-0  | –––– | 0-1  | 1-0  | 2-0  | 3-2  | 0-1  | 1-0  | 3-1  |
| K. Göteborg       | 6-0  | 3-2  | 8-0  | 0-2  | –––– | 3-1  | 1-1  | 1-0  | 2-3  | 5-0  | 3-1  |
| Kristianstad      | 1-0  | 1-1  | 3-0  | 0-2  | 3-2  | –––– | 1-0  | 0-1  | 1-2  | 1-0  | 0-0  |
| Linköping         | 4-0  | 0-0  | 6-0  | 0-4  | 2-1  | 1-1  | –––– | 3-1  | 2-0  | 2-0  | 4-1  |
| Piteå             | 1-2  | 1-1  | 3-1  | 1-0  | 0-1  | 2-3  | 1-0  | –––– | 2-4  | 1-1  | 1-0  |
| Rosengård         | 4-0  | 3-0  | 3-0  | 1-0  | 5-0  | 2-1  | 2-3  | 6-1  | –––– | 4-2  | 7-1  |
| Umeå IK           | 3-2  | 6-1  | 6-0  | 2-3  | 0-0  | 1-0  | 1-3  | 0-0  | 1-2  | –––– | 6-1  |
| Vittsjö           | 3-0  | 1-1  | 2-1  | 2-1  | 0-5  | 0-1  | 1-2  | 1-0  | 1-4  | 1-0  | –––– |

## Statistiche

### Classifica marcatrici
Fonte: sito ufficiale.
| Gol |  |  | Giocatore       | Squadra     |
| --- |  |  | --------------- | ----------- |
| 21  |  |  | Anja Mittag     | Rosengård   |
| 14  |  |  | Manon Melis     | K. Göteborg |
| 12  |  |  | Jenny Hjohlman  | Umeå IK     |
| 11  |  |  | Ramona Bachmann | Rosengård   |
| 10  |  |  | Jane Ross       | Vittsjö     |
| 9   |  |  | Pernille Harder | Linköping   |
| 9   |  |  | Sara Lindén     | K. Göteborg |